# سد گلورد بزرگ
سد گلورد بزرگ از نوع سنگریزه‌ای با رویه بتنی در ۴۲ کیلومتری جنوب شرق شهر نکا در استان مازندران و بر روی رودخانه نکارود قرار دارد.
مطالعات ساخت سد گلورد برای کاهش تنش‌های آبی شرق مازندران از دهه ۷۰ در دستور کار قرار گرفت و سال ۱۳۸۷ عملیات اجرایی سد آغاز شد. ساخت دیواره و تأسیسات سد گلورد سال ۱۳۹۸ به پایان رسید اما از آنجا که دریاچه سد راه دسترسی به ۶۰ روستا را زیر آب می‌برد و ساخت جاده جایگزین با برنامه‌ریزی و تخصیص اعتبار به موقع ساخته نشده بود، سد به صورت کامل آبگیری نشد.

## اهداف ساخت
- تأمین آب شرب ۳ شهرستان بهشهر، نکا و گلوگاه[۴]
- تأمین آب زراعی و توسعه دامپروری و صنایع جانبی کشاورزی
- جلوگیری از خسارات ناشی از سیلاب‌های مخرب در محدوده آسیب‌پذیر
- پرورش آبزیان
- ایجاد کار، اشتغال و جذب توریست و ایجاد اثرات مثبت زیست‌محیطی با ایجاد دریاچه سد.[۵][۶]
- تولید برق با نیروگاه ۵ مگاواتی

## مشخصات سد
حجم کل مخزن سد گلورد ۱۱۵ میلیون متر مکعب، ارتفاع آن از پی ۱۱۳ متر و طول تاج سد ۲۷۰ متر است. در مورد حجم آب قابل تخصیص از محل دریاچه سد اطلاعات متناقضی وجود دارد و برخی منابع عدد ۱۸۹ میلیون متر مکعب و برخی منابع عدد ۱۰۷ میلیون متر مکعب را ذکر می‌کنند.

## جابه‌جایی روستا

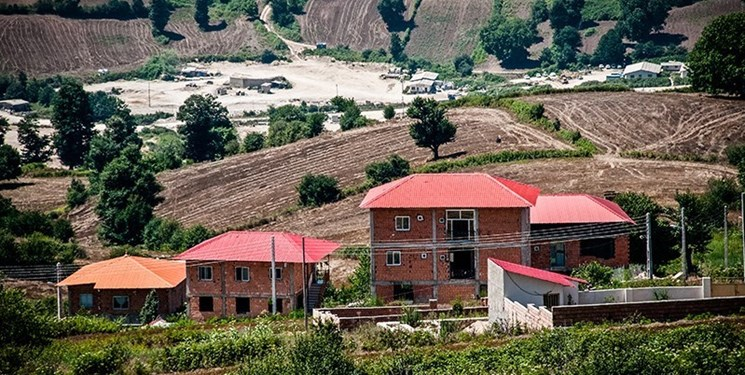
روستای رودبار یخ‌کش جدید که در بالادست دریاچه سد در حال ساخت است.

این سد در زمین‌های روستای رودبار یخکش احداث شد و به دلیل قرارگیری روستا در دریاچه سد، جابه‌جایی روستا به مکان جدید با خرید خانه‌ها به عنوان یکی از مراحل احداث سد گلورد درنظر گرفته شد. پس از قول چند دولت مبنی بر جابه‌جایی روستا، سرانجام پیش از بهره‌برداری سد روستای رودبار یخکش از داخل سد به بالادست منتقل شد.
در روستای رودبار یخکش آرامگاه عبدالله قربانی، از پر کشیدگان در جنگ عراق و ایران در منطقه فاو، قرار داشت که در طی انتقال روستا، به محل جدید منتقل و دفن شد.

## تخریب جنگل‌ها
در ۱۹ آذر ۱۴۰۰ رئیس انجمن علمی جنگلبانی ایران اعلام کرد که برای ساخت سد گلورد در بهشهر، ۱۰۰ هکتار جنگل به خاطر مخزن و ۵۰ هکتار به‌خاطر مسیر تخریب شده‌است.